# Altã Cã
Altã Cã ou Anda Cã (ᠠᠯᠲᠠᠨ ᠬᠠᠨ / Алтан хан; em chinês: 阿勒坦汗, em que seu primeiro nome é Anda; mongol: ᠠᠨᠳᠠ; chinês: 俺答), foi cã dos mongóis tumedes. Seu reinado marcou a conversão dos mongóis ao budismo tibetano da Escola Guelupa, após o seu encontro com o lama Sonam Gyatso em 1578. Foi o governante de facto da "ala direita", ou tribos ocidentais, dos mongóis. Era neto de Daiã Cã (1464–1543), um descendente de Cublai Cã (1215–1294), que conseguiu unir numa liga tribal os mongóis calcas no norte e os Chahares (Tsacares) no sul. Seu nome significa "cã de ouro" na língua mongol.
Após o encontro com Altã, Sonam Gyatso recebeu o título de "oceano (de sabedoria)", ou Ta-Le (Dalai), que foi transmitido aos seus dois antecessores; o budismo tibetano assim recebia o aval político. Morrendo em 1588, Gyatso teria reencarnado em um bisneto de Altã Cã que, desta forma, veio a se tornar o quarto Dalai Lama e selar de forma definitiva a ligação com a casa real.